# Rionegro & Solimões (álbum de 1991)
Rionegro & Solimões (também conhecido como Primeiro Vento) é o segundo álbum de estúdio da dupla sertaneja brasileira Rionegro & Solimões. Foi lançado em 1991 pela Continental. Teve como sucesso a canção "Primeiro Vento".

## Sobre o álbum
Através de outra campanha política e da ajuda de amigos, conseguiram o dinheiro para produzir o segundo disco, também feito o tape, mas agora com a gravadora Continental, através do Paulinho, ex-empresário do Gian & Giovani, porém o disco, também, não foi um sucesso, por consequência, a dupla foi dispensada pela gravadora.

## Faixas
| N.º            | Título                 | Compositor(es)              | Duração |  |
| 1.             | "Paixão Persistente"   | Domiciano / Rionegro        | 3:56    |  |
| 2.             | "Procure Por Mim"      | Domiciano / Rionegro        | 3:26    |  |
| 3.             | "Eu Te Busco"          | Domiciano / Rionegro        | 3:21    |  |
| 4.             | "Não Troque Meu Nome"  | Solimões / Carlos Silva     | 3:08    |  |
| 5.             | "Voando No Teu Céu"    | Fátima Leão / Luciano       | 3:32    |  |
| 6.             | "Vida De Peão"         | Domiciano / Rionegro        | 3:11    |  |
| 7.             | "Primeiro Vento"       | Chico Roque / Paulo Debétio | 4:10    |  |
| 8.             | "Chame Ela Pra Mim"    | Solimões / Paulo Henrique   | 3:18    |  |
| 9.             | "Chorei"               | Rionegro / Paulo Henrique   | 3:11    |  |
| 10.            | "Eu Ainda Te Amo"      | Rionegro / Luiz Lucas       | 3:51    |  |
| 11.            | "Desenhos"             | Dennys / Claudio Balestro   | 3:03    |  |
| 12.            | "No Embalo Da Cachaça" | Domiciano / Rionegro        | 2:51    |  |
| Duração total: | Duração total:         | Duração total:              | 41:05   |  |